# Limedsforsen–Särna Järnväg

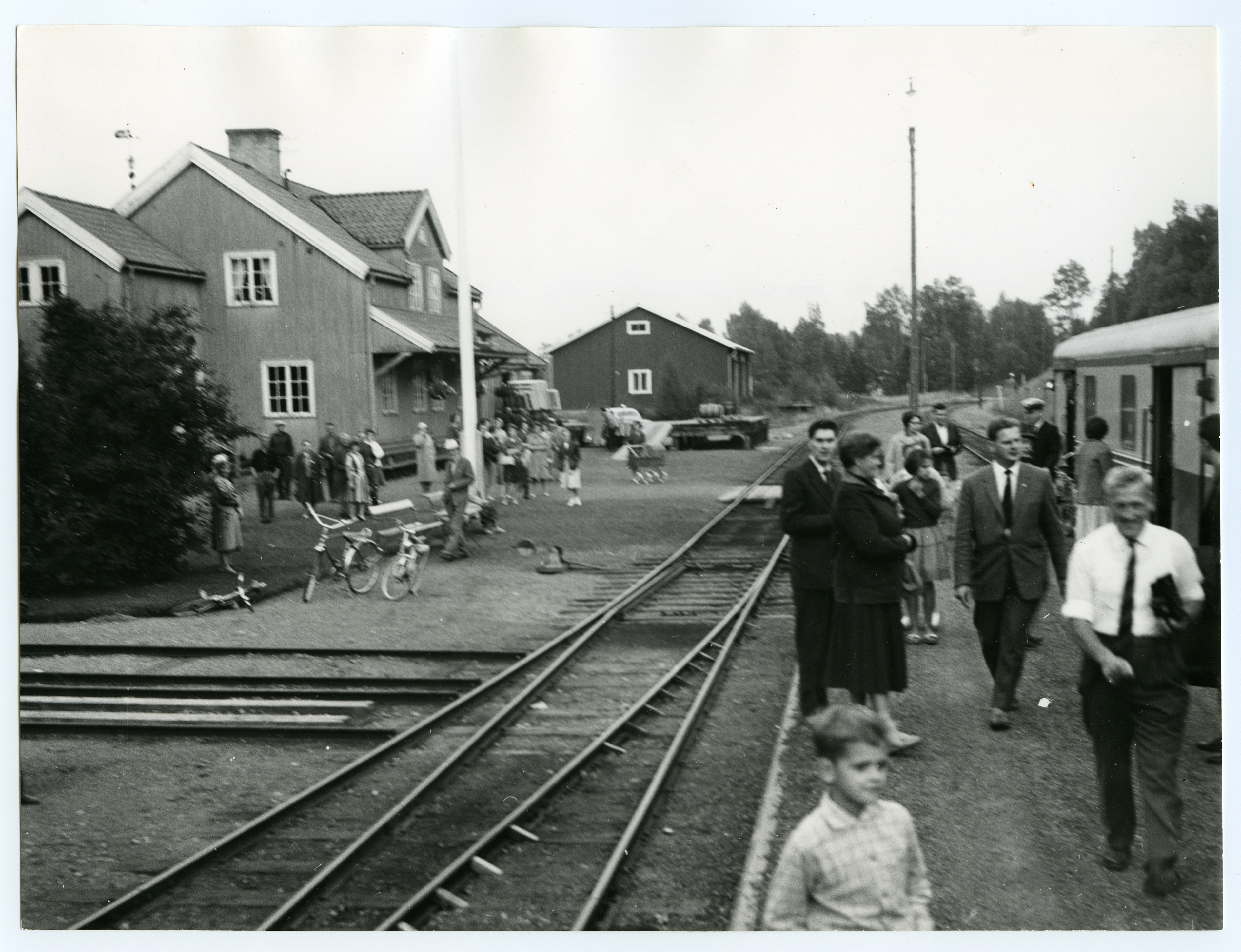
Sista persontåget ankommer i Särna, kvällen 31 augusti 1961.

Limedsforsen-Särna Järnväg (LSJ) var en järnväg i västra Dalarna, invigd 2 augusti 1928.

## Bakgrund
Mora-Vänerns Järnväg (MVJ) hade en bibana mellan Brintbodarne och Limedsforsen.
Limedsforsens station togs officiellt i bruk 29 november 1903. MVJ förstatligades 1 januari 1917 för att bli en del av södra Inlandsbanan.
Bibanan förlängdes från Limedsforsen till Särna genom bildandet av Limedsforsen-Särna järnväg (LSJ). Järnvägssträckan invigdes officiellt för trafik 2 augusti 1928. Persontrafiken mellan Sälen och Särna drogs ned kraftigt 1956 för att helt läggas ned 1 september 1961. Den 1 juni 1969 lades persontrafiken Malung–Limedsforsen–Sälen ned. Den 1 januari 1972 lades godstrafiken Malungsfors–Limedsforsen–Särna ned. 1972-1975 revs banan upp mellan Malungsfors och Särna.

## Nutid
I april 2006 hade intressegrupper bildats för att återuppbygga en del av denna järnväg. Anledningen till detta skulle vara att gynna turisttrafiken till Sälenfjällen samt för att underlätta för de industrier som finns utmed dagens riksväg 66.